# コタンの口笛
『コタンの口笛』（コタンのくちぶえ）は石森延男の小説。また、それを原作とする成瀬巳喜男監督の映画。小説は1957年（昭和32年）発表。第1部「あらしの歌」と第2部「光の歌」の全2巻で構成。アイヌを主人公とした物語であり、日本人（和人）による差別と彼らとの和解などを描いている。映画は1959年（昭和34年）、東宝の配給により上映された。

## 小説
石森延男は当小説で第1回未明文学賞と産経児童出版文化賞を受賞している。絵は鈴木義治。

### 単行本
- 『コタンの口笛 第1部 あらしの歌』東都書房、1957年（箱入り）
- 『コタンの口笛 第2部 光の歌』東都書房、1957年
- 『コタンの口笛 第1部 あらしの歌』東都書房、1962年（普及版）
- 『コタンの口笛 第2部 光の歌』東都書房、1962年
- 『コタンの口笛 第1部』角川文庫、1966年
- 『コタンの口笛 第2部』角川文庫、1966年
- 『コタンの口笛 第1部』偕成社（ジュニア版日本文学名作選）、1966年
- 『コタンの口笛 第2部』偕成社（ジュニア版日本文学名作選）、1966年
- 『コタンの口笛 第1部』偕成社（ホーム・スクール版日本の名作文学）、1969年
- 『コタンの口笛 第2部』偕成社（ホーム・スクール版日本の名作文学）、1969年
- 『コタンの口笛 第1部』旺文社文庫、1975年
- 『コタンの口笛 第2部』旺文社文庫、1975年
- 『コタンの口笛 第1部・上』偕成社文庫、1976年 ISBN 978-4038501708
- 『コタンの口笛 第1部・下』偕成社文庫、1976年 ISBN 978-4038501807
- 『コタンの口笛 第2部・上』偕成社文庫、1976年 ISBN 978-4038501906
- 『コタンの口笛 第2部・下』偕成社文庫、1976年 ISBN 978-4038502002
- 『コタンの口笛』講談社（児童文学創作シリーズ）、1976年
- 『コタンの口笛 第1部 PART 1』講談社青い鳥文庫、1988年 ISBN 978-4061472341
- 『コタンの口笛 第1部 PART 2』講談社青い鳥文庫、1988年 ISBN 978-4061472372
- 『コタンの口笛 第2部 PART 3』講談社青い鳥文庫、1988年 ISBN
- 『コタンの口笛 第2部 PART 4』講談社青い鳥文庫、1988年 ISBN 978-4061472471

## テレビドラマ
1958年、NHK夕方6時台の「子供の時間」でテレビドラマが放送された。石森延男の原作を矢代静一が脚色し、音楽は平井哲三郎、語りは芥川比呂志がつとめた。主な出演者は、武部秋子、山崎猛、立川恵作など。30分番組で、6月から8月にかけて全14回放送された。

## 映画
1959年3月29日、東宝の配給により映画化された。カラー、東宝スコープ。
ロケは主に北海道千歳市で行われ、当時の市内の風景（千歳高校旧校舎など）も見られる。

### 登場人物

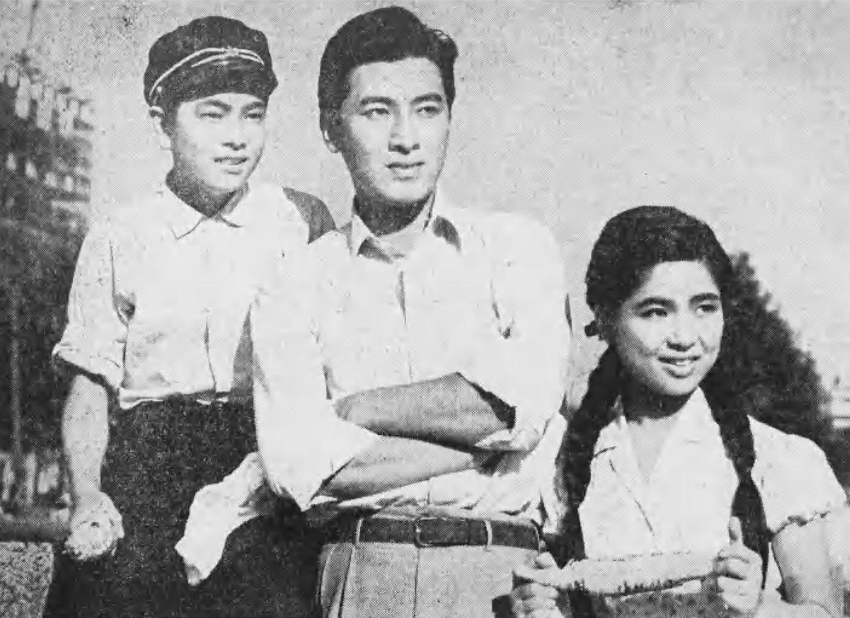
久保賢、宝田明、幸田良子

- 畑中マサ：幸田良子
- 畑中ユタカ：久保賢
- 谷口先生(美術教師)：宝田明
- イカンテフエ：水野久美
- 畑中幸次(金二の息子)：大塚国男
- 田沢清(田沢校長の息子)：久保明
- 畑中金二(マサとユタカの叔父)：山茶花究
- 中西先生：土屋嘉男
- 中学校の用務員･フィリップ：左卜全
- 飲み屋の主人の妻：中北千枝子
- 田沢校長夫人：一の宮あつ子
- 英語教師：村上冬樹
- 熊彫り･ワカルパ：田島義文
- イカンテ婆(フエの祖母)：三好栄子
- 田沢校長：志村喬
- 畑中イヨン(マサとユタカの父)：森雅之
- 飲み屋の主人：佐田豊
- 小山フミ子(バスの車掌)：関祥子
- 三井先生(音楽教師)：松葉良子
- 小山さち子(マサの親友)：武部秋子
- 佐藤ゴン(ユタカの同級生)：山崎雅美
- 岡野二郎(ユタカの親友)：高橋澄雄
- 後藤ハツ(マサの同級生)：吉野好子
- 佐吉・サボ：児玉寛
- 野田：延山孝市
- 岩本：藤川正治
- 木樵A：伊原徳
- 木樵B：橘正晃
- 瀬良明
- 土屋詩朗
- 細川隆一
- 草間璋夫
- 加藤茂雄
- 河辺昌義
- 佐藤功一
- 宇留木耕嗣

### スタッフ
- 製作：田中友幸
- 原作：石森延男
- 脚本：橋本忍
- 音楽：伊福部昭
- 撮影：玉井正夫
- 美術：中古智
- 録音：藤好昌生
- 照明：石井長四郎
- 編集：大井英史
- チーフ助監督：梶田興治
- 製作担当者：真木照夫
- 整音：下永尚
- 協力：劇団若草、劇団ひまわり、劇団あすなろ、劇団若い人
- 現像：東京現像所
- 監督：成瀬巳喜男

### 同時上映
『僕らの母さん』
- 脚本：野木一平／監督：板谷紀之／主演：乙羽信子／東京映画作品